# Bataille d'Arawe
Seconde Guerre mondiale, 
Guerre du Pacifique, 
Campagne de Nouvelle-Guinée
Batailles
- Arawe
- Cap Gloucester
- Neutralisation de Rabaul
- Talasea
- Baie de Jacquinot
- Baie de Wide–baie d'Open

La bataille d'Arawe fut livrée du 15 décembre 1943 au 24 février 1944 lors de la campagne de Nouvelle-Bretagne sur le théâtre du Pacifique durant de la campagne de Nouvelle-Guinée dans la région d'Arawe aussi connue sous le nom de Cape Merkus. 
Faisant partie de l'opération Cartwheel, les objectifs initiaux lors de cette opération visaient principalement à établir une base maritime afin qu'elle puisse être utilisable par les PT boats mais également à détourner d'éventuels renforts japonais sur Cape Gloucester à une centaine de kilomètres à l'ouest où les Marines devaient débarquer une semaine plus tard et sécuriser ses aérodromes qui constituaient l'objectif principal des forces alliées dans le Pacifique à la fin décembre 1943. Les Américains débarquèrent le 15 décembre et établirent rapidement une tête de pont mais les avions et soldats japonais contre-attaquèrent. Après plusieurs échecs, les Américains après avoir obtenu des renforts en infanterie et en blindés parvinrent à la mi-janvier 1944 à repousser les Japonais de leurs positions. À la fin février 1944, les unités japonaises se retirent d'Arawe dans le cadre de la retraite générale de Nouvelle-Bretagne.

## Le débarquement

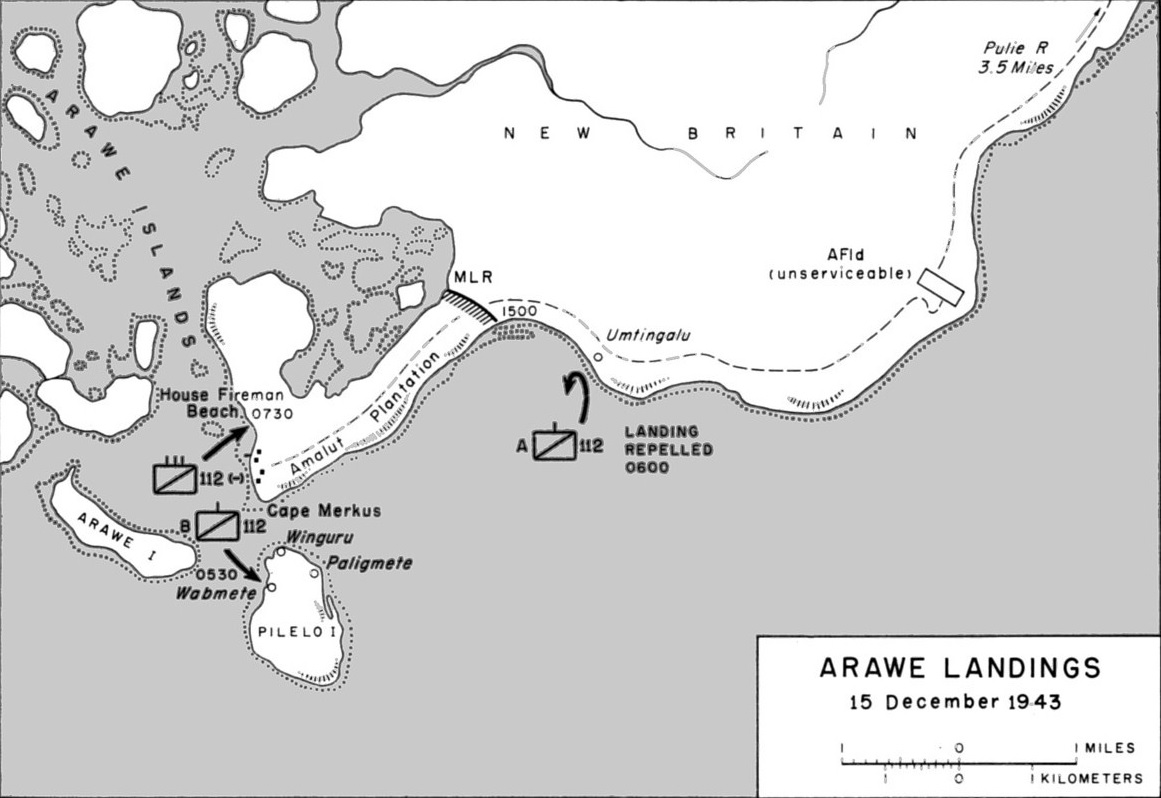
Carte des opérations de débarquement sur Arawe le 15 décembre 1943

Le 112e régiment de cavalerie entama son assaut amphibie sur Arawe le 15 décembre 1943, le lendemain d'un important raid aérien allié préparatif à l'invasion de la zone qui n'était défendue au début de l'invasion que par deux compagnies japonaises, soit environ 400 hommes. Trois sites de débarquement furent sélectionnés: le principal dans la péninsule d'Arawe sur House Fireman Beach, et deux autres de plus petite envergure sur Umtingalu à environ 2 km à l'ouest et sur la petite île de Pilelo à environ 1 km au sud où les Américains escomptaient trouver une station radio japonaise.
Le débarquement sur Umtingalu fut repoussé, les troupes américaines ayant vu 12 de leurs 15 canots pneumatiques, sur lesquels elles naviguaient, coulés avant d'avoir pu atteindre la plage à la suite de tirs de fusils ou de mitrailleuses ennemies depuis la plage. Un destroyer américain à proximité, l'USS Shaw, tira deux salves sur ces positions une vingtaine de minutes après le début de l'attaque permettant aux hommes en mer d'être secourus. 12 américains furent tués, 4 disparus et 17 blessés au cours de cet échec.
L'assaut sur Pilelo se fit également au moyen de canots pneumatiques mais se révéla être un succès. Après avoir mené des missions de reconnaissance, il apparut que l'île n'abritait pas de station radio et qu'il ne s'y trouvait qu'une poignée de défenseurs japonais regroupés dans deux caves près du village de Winguru au nord-ouest de l'île. Ces positions furent attaquées et rapidement neutralisées à l'aide de lance-flammes et de bazookas, un Américain et 7 Japonais furent tués au cours de ces combats. Un petit groupe d'Australiens qui ont débarqué avec les Américains s'attelèrent à l'établissement d'une station radar sur Pilelo qui fut fonctionnelle dès 2 jours plus tard.
Le principal débarquement sur House Fireman Beach se fit lui au moyen de LVT mais commença deux heures après le début des deux autres assauts en raison de forts courants marins. Après que les zones proches de la plage aient été bombardées par les B-25, l'attaque amphibie débuta sous le feu de mitrailleuses japonaises qui furent cependant rapidement neutralisées par des roquettes tirées depuis deux DUKW et un chasseur de sous-marin. Une fois à terre, les soldats américains ne rencontrèrent durant la journée que des éléments japonais dispersés. À la fin de la journée du 15 décembre 1943, plus de 1 600 GI's ont pris pied sur les rivages et un périmètre de défense y est établi. 
La première vague d'infanterie de l'US Army sur Arawe fut dans la matinée, ainsi que les navires de l'US Navy au large dans la journée, les cibles de raids d'une soixantaine d'appareils de l'aviation japonaise durant la journée qui ne leur causèrent que peu de dommages, deux Zéro furent cependant détruits par des P-38.

## La suite des opérations
Plus de 150 avions japonais participèrent à diverses attaques aériennes le 16 décembre 1943, le lendemain du débarquement, et parvinrent à couler un navire de transport et endommagèrent un chasseur de sous-marin et un dragueur de mines américains. Plus de 42 hommes à bord de ces navires furent tués ou sérieusement blessés. D'autres attaques eurent lieu jusqu'au 31 décembre 1943 mais furent efficacement repoussées par des unités de défenses anti-aériennes que les Américains avaient établies dans la zone. Trois compagnies supplémentaires d'un bataillon du 158e régiment d'infanterie, les célèbres Bushmasters, spécialisés dans les combats de jungle durant la Seconde Guerre mondiale, arrivent en renfort fin décembre 1942 et début janvier 1943.

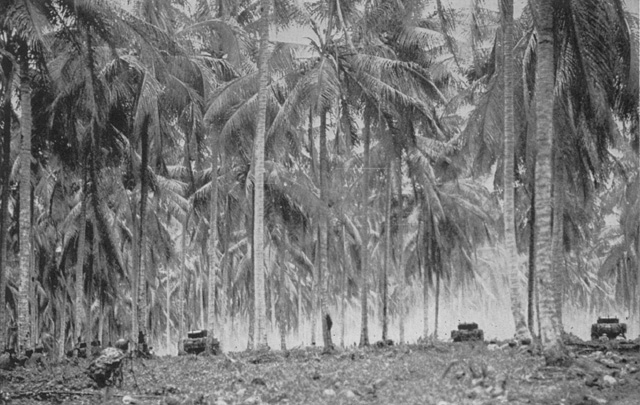
Char de l'USMC à l'attaque le 16 janvier 1944

Des renforts japonais terrestres arrivèrent à partir de l'ouest dans la zone et menèrent diverses actions d'infiltration à travers les lignes de défenses américaines durant le mois de décembre 1943, bien qu'ils soient parvenus à contraindre l'infanterie américaine à abandonner ses positions, ils en furent par la suite repoussés à chaque fois.
Le 1er janvier 1944, une patrouille de l'US Army réussit à localiser la principale concentration de troupes ennemies autour d'Arawe dont ils essayèrent sans succès de prendre possession le même jour. D'autres infructueuses tentatives eurent lieu les 6, le 7 et le 11 janvier 1944, sans support d'artillerie afin de prendre par surprise les défenseurs impériaux retranchés dans leurs positions solidement établies. C'est à l'occasion de ces assauts que les Américains eurent leurs plus lourdes pertes sur Arawe, perdant 65 hommes au combat, 75 blessés et 15 disparus.
Après avoir reçu en renfort un bataillon de chars de la 1re division des Marines, et cette fois appuyées par un bombardement aérien préalable mené par un escadron de B-24 et une vingtaine de B-25 Mitchell et par un puissant barrage d'artillerie et de mortiers, 2 compagnies du 158e régiment d'infanterie et une compagnie du 112e régiment de cavalerie lancent un assaut décisif le 16 janvier 1944 et réussirent dans la journée à prendre possession des positions des Japonais qui souffraient alors d'un manque croissant de ravitaillement. Les pertes durant cette journée furent de 22 Américains tués et 66 blessés, et un nombre estimé à environ 140 soldats japonais y perdirent la vie. Les Japonais survivants entamèrent une marche de repli vers le nord-est dans une tentative de rejoindre leur base principale à Rabaul.

## Conséquences

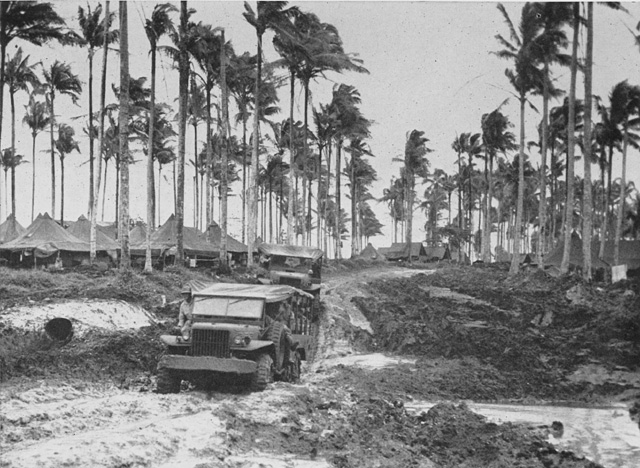
Un camion de l'US Army près de la base d'Arawe

Une compagnie du génie militaire américain établit hâtivement un aérodrome avec une piste de décollage en janvier 1944 près de House Fireman Beach, qui fut par la suite améliorée. Un hôpital pouvant accueillir 120 patients y fut également construit en avril 1944, ainsi que diverses petites infrastructures portuaires et des routes. Une base de PT boats fut par ailleurs établie sur l'île de Pilelo, en plus de la station radar australienne. 
Il n'y a pas de consensus parmi les historiens si la campagne même de Nouvelle-Bretagne était nécessaire d'un point de vue stratégique, et que même si elle l'était, les actions militaires sur Arawe étaient facultatives et les hommes et le matériel qui y ont été déployés auraient pu être mieux utilisés ailleurs.
Quoi qu'il en soit, le débarquement sur Cape Gloucester le 26 décembre 1943 fut un succès pour les Alliés, les Marines prirent possession de ses aérodromes dès le 29 décembre et les Japonais furent, au cours des 4 mois de combats marqués par de très difficiles conditions climatiques, chassés de l'ouest de la Nouvelle-Bretagne.